# Merriespruit-Unglück
Koordinaten: 28° 7′ 52″ S, 26° 50′ 40″ O
Das Absetzbecken-Unglück von Merriespruit geschah am Abend des 22. Februar 1994 um 19 Uhr, als der Damm des Absetzbeckens Nummer 4A der Harmony-Goldmine brach und Merriespruit, ein Vorort von Virginia in der südafrikanischen Provinz Free State, überflutete. 17 Menschen wurden dabei getötet.
Am späten Nachmittag dieses Tages gab es einen Gewittersturm und es fielen etwa 50 mm Regen in 30 Minuten. Augenzeugen sahen, wie Wasser über die Dammkrone floss. Nachdem der Damm gebrochen war, flossen 600.000 m³ Schlamm 4 km weit. Die nächsten Häuser, die 300 m unterhalb des Dammes standen, wurden von einer 2,5 m hohen Welle aus Wasser und Schlamm getroffen.
Neben den 17 Toten gab es weitreichende Zerstörung und Umweltschaden. 80 Häuser wurden zerstört.
In einem späteren Gerichtsprozess wurden der Eigentümer, der Betreiber und sechs Angestellte zu hohen Geldstrafen verurteilt. Der Damm war vor dem Unfall in einem sehr schlechten Zustand gewesen, und der Freibord war nicht ausreichend. 1995 wurden neue Vorschriften für Absetzbecken erlassen.